# Nodar Natadze
Nodar Natadze (en géorgien : ნოდარ ნათაძე - né en 1929, décédé en 2022) est un écrivain et homme politique géorgien. Membre du Conseil Suprême de Géorgie entre 1989 et 1991, il est également l’un des signataires de la déclaration d’indépendance de la Géorgie le 9 avril 1991.

## Biographie
Natadze est né le 27 mai 1929 à Tbilissi en RSS de Géorgie. En 1952, il est diplômé de l’Université d'État de Tbilissi en philologie spécialisée en littérature géorgienne et devient docteur en 1955 après avoir été diplômé de l’Académie géorgienne des sciences. Le linguiste est recruté en tant que chercheur à l’Institut linguistique de Tbilissi en 1956 et devient responsable du secteur du patrimoine classique de l'Institut de philosophie en 1969. Il se lance peu à peu en politique et fonde son parti, le Front populaire de Géorgie en 1989. Il est intégré cette année-là au Conseil Suprême de la RSS Géorgie et signe le 9 avril 1991 la déclaration d’indépendance de son pays vis-à-vis de l’URSS. Natadze quitte ce conseil en 1991 pour se présenter à la première élection présidentielle démocratique de Géorgie le 26 mai de cette année. Il récolte 1,26 % des suffrages lors de cette élection mais continue sa carrière politique et est élu au Parlement de Géorgie de 1992 à 1995. Par la suite, il accusera Gamsakhourdia d’avoir usé d’intimidation sur des potentiels candidats, d’avoir censurer la presse et d’avoir usurper le pouvoir du parlement.
Il décède le 11 novembre 2022 à l’âge de 93 ans.

## Ouvrages
Docteur en philologie, il est l’auteur de nombreux ouvrages comme Vepkhistkaosani (Le Chevalier à la peau de Panthère), un roman critique et philosophique et Lebenskunt in Georgien (Art de vivre en Géorgie). Il a également écrit des essais géopolitiques  comme :
- Faits et Analyse, 2002[5]
- Le sionisme est-il réellement du racisme ? Définition de l’Assemblée générale de l’ONU du 10 novembre 1975, 1993[6]
- Vendredi Sanglant, 1991[7]
- Nation et culture nationale, 1990[8]
- La Philosophie selon Thomas d’Aquin, 1973[9]
- Cours de Science politique : les ensignements de la Grèce Antique[10]

En 2000, dans une revue de l’Institut Schiller, il commente « Seule une nouvelle période classique pourra sauver l’humanité de cet âge sombre » en parlant des conflits entre les trois ethnies principales de Géorgie.

## Distinctions
Le 26 mai 2019, il reçoit de la présidente Salome Zourabichvili l’Ordre présidentielle de l’Excellence.